# Disperis leuconeura
Disperis leuconeura är en orkidéart som beskrevs av Rudolf Schlechter. Disperis leuconeura ingår i släktet Disperis och familjen orkidéer. Inga underarter finns listade i Catalogue of Life.